# Roma Termini
Roma Termini je hlavní železniční nádraží v Římě. Leží na severním okraji antického města, blízko centra, a je také uzlem příměstské a městské dopravy (metro, tramvaje, autobusy). S asi 850 vlaky a 450 tisíci cestujícími denně je to nejrušnější nádraží v Itálii a páté v Evropě. Zajišťuje spojení do všech směrů dálkové i příměstské dopravy (FL4 – FL8), včetně přímých linek na římská letiště Fiumicino a Ciampino. V podzemí se křižují dvě linky metra (A a B) a na náměstí Cinquecento před nádražím je autobusové nádraží i konečná stanice tramvají číslo 5 a 14. V přízemí a v podzemí je velké nákupní středisko.

## Popis

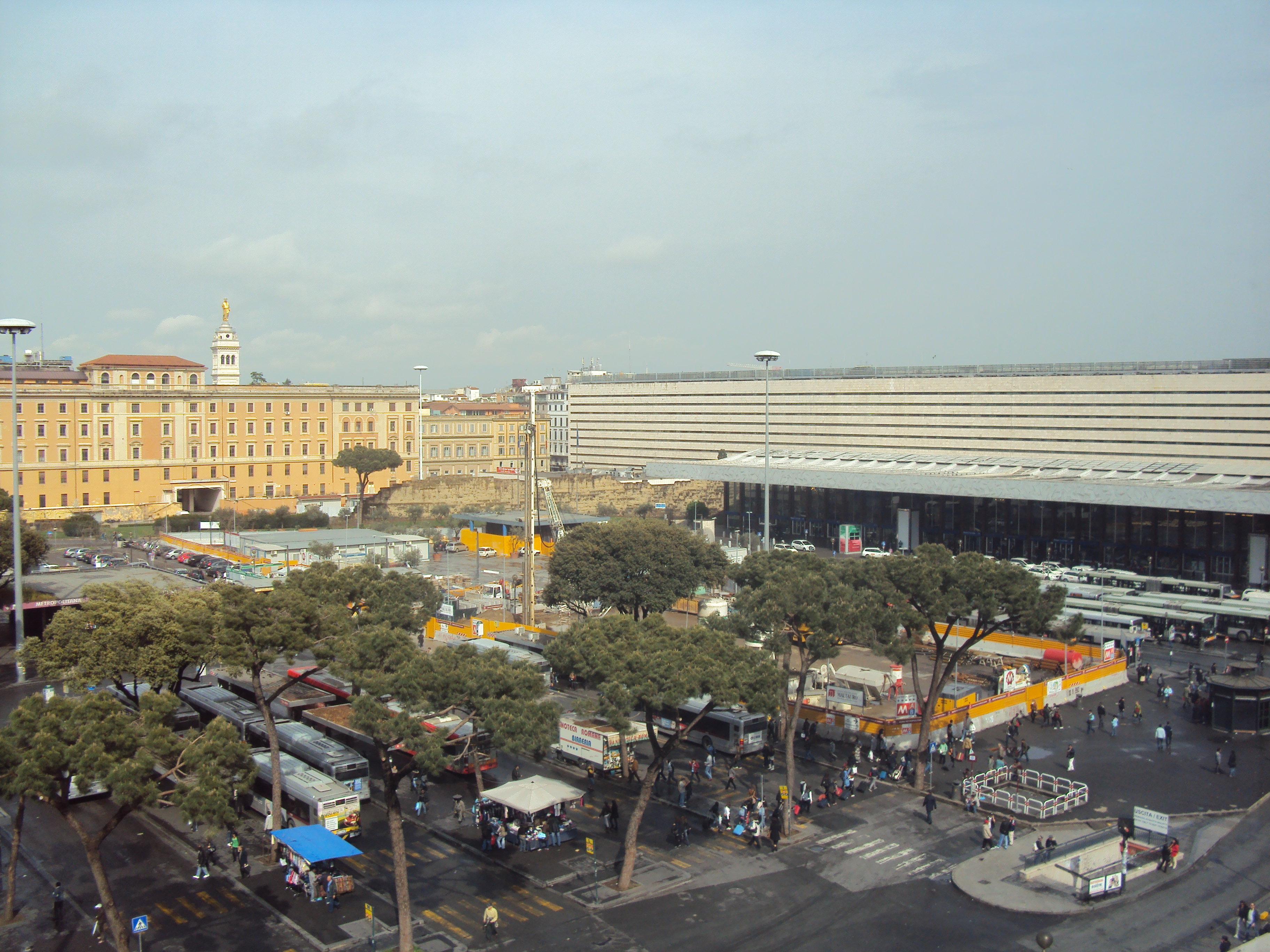
Piazza dei Cinquecento před nádražím

Roma Termini je hlavová stanice s 32 kolejemi, vstup je ze severozápadní strany, z náměstí Cinquecento. Vstupní hala je 128 m dlouhá a 32 m široká, je kryta železobetonovým baldachýnem a v její severní části je zabudován zbytek Serviovy hradby ze 4. stol. př. n. l. Asi 400 m západně, na protější straně náměstí Cinquecento, stojí mohutné zbytky Diokleciánových lázní a od latinského označení thermae se odvozuje i název nádraží termini. Asi 400 m jihozápadně je bazilika Santa Maria Maggiore, jeden z hlavních římských kostelů, a Koloseum je vzdáleno stejným směrem asi 1,3 km.

## Historie

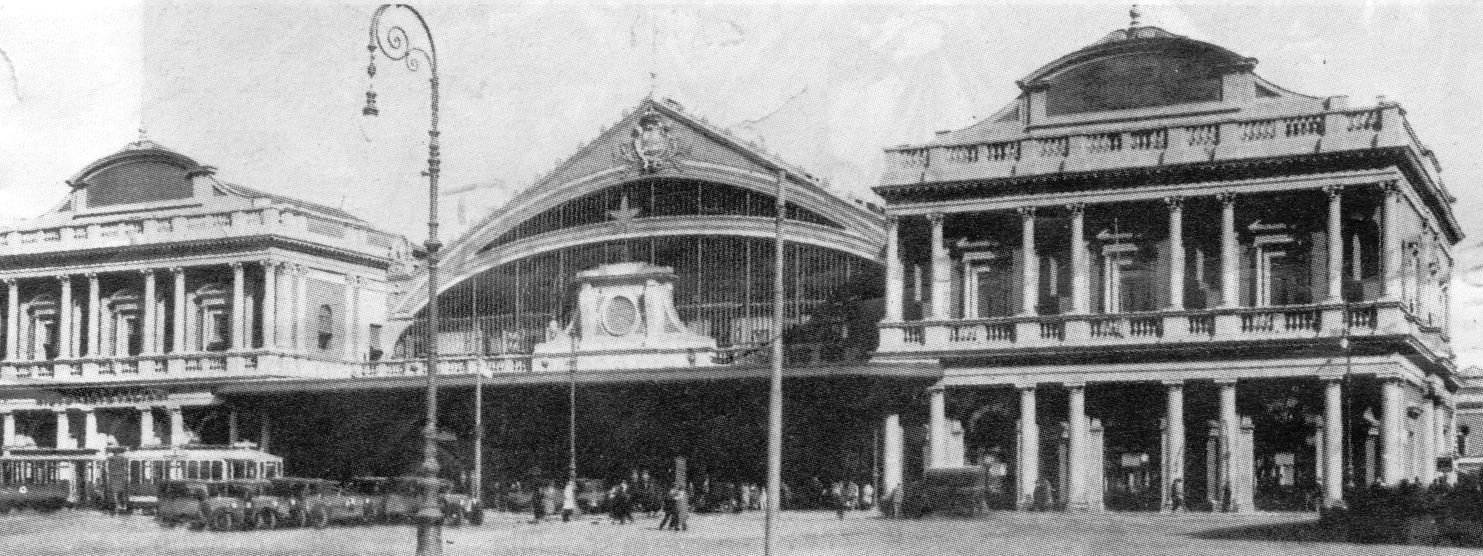
Klasicistní budova nádraží od S. Bianchiho, postavená v roce 1874

Roku 1856 byla otevřena první římská železnice (ještě za Papežského státu) a roku 1863 otevřel papež Pius IX. na tomto místě provizorní „Centrální nádraží“, kde se setkaly všechny tři tehdy vybudované trati. V letech 1868-1874 vznikla nová klasicistní budova podle plánů architekta Salvatora Bianchiho, kterou od roku 1937 začali přestavovat podle návrhu Angiola Mazzoniho v mussoliniovském stylu. Přestavbu v roce 1943 přerušil pád italské vlády a byla dokončena v letech 1947 až 1950 v úplně jiném, téměř moderním pojetí architektů pod vedením Leo Caliniho.

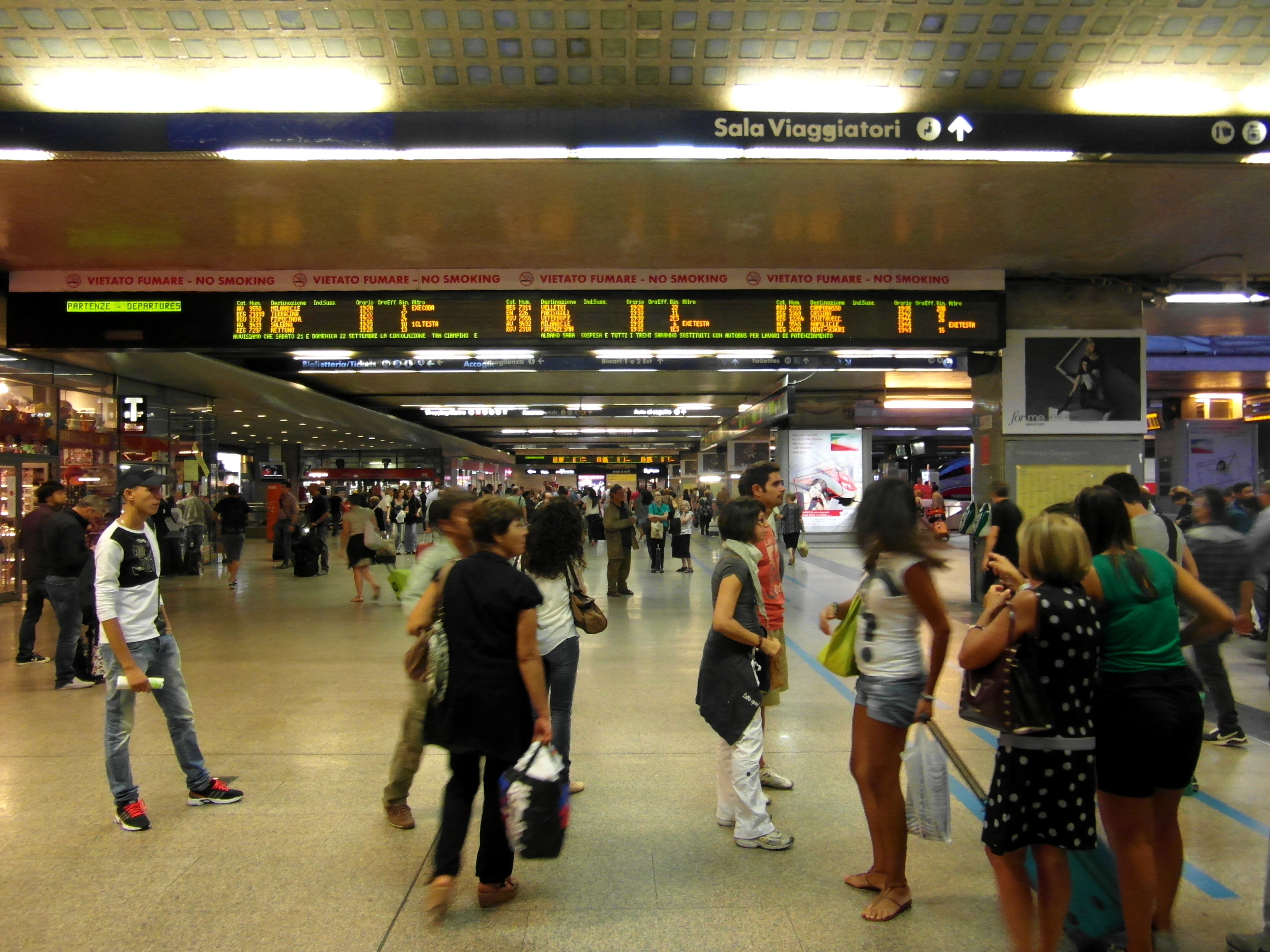
Vstupní hala, 2016

Provoz na nádraží od té doby stále rostl a v 21. století se hledalo, jak železnici zrychlit. Dálkové rychlíky, které Římem projíždějí, už nezajíždějí na nádraží Termini, nýbrž staví na nádraží Roma Tiburtina, asi 3 km severovýchodně od Termini. V roce 2006 bylo nádraží věnováno zemřelému papeži Janu Pavlu II.